# 小行星21501
小行星21501（21501 Acevedo）是一颗绕太阳运转的小行星，为主小行星带小行星。该小行星于1998年5月19日发现。

## 轨道参数
小行星21501的轨道半长轴为346 465 282 km，2.3159444 UA，离心率为0.0711913。